# اف‌بی‌آر کپیتال
اف‌بی‌آر کپیتال (انگلیسی: FBR Capital Markets) شرکت خدمات مالی آمریکایی است، که در سال ۱۹۸۹ تأسیس شد.